# Черемушки (Варнавинський район)
Черемушки (рос. Черемушки) — селище в Варнавинському районі Нижньогородської області Російської Федерації.
Населення становить 810 осіб. Входить до складу муніципального утворення Восходовська сільрада.

## Історія
Від 2009 року входить до складу муніципального утворення Восходовська сільрада.

## Населення
| 1999 | 2002  | 2010 |
| ---- | ----- | ---- |
| 382  | ↗1571 | ↘810 |